# Список глав манги «Жемчуг дракона»
Манга «Жемчуг дракона», созданная Акирой Ториямой, еженедельно публикуется в японском журнале Shonen Jump. Главы манги составили 42 танкобона (тома), первый из которых был издан в ноябре 1985 года, а последний — в августе 1995 года.

## Список томов
| № | В Японии | В Японии | В России                                                                                    | В России                                                                                    |
| № | Дата публикации | ISBN | Дата публикации                                                                             | ISBN                                                                                        |
| --- | --- | --- | ------------------------------------------------------------------------------------------- | ------------------------------------------------------------------------------------------- |
| 1 | 10 ноября 1985 г. | ISBN 978-4-08-851831-2 | 15 апреля 2010 г.                                                                           | ISBN 978-5-699-41169-6                                                                      |
| - 001. Булма и Сон Гоку - 002. Нет шариков! - 003. Гоку бежит к морю - 004. Цзиньдоуюнь и черепаший отшельник - 005. Появление Улуна! - 006. Улун против Сон Гоку - 007. Ямча и Пуэр - 008. Берегитесь Ямчи! - 009. Жемчуг дракона в опасности! - 010. Операция «Похищение» - 011. Гюмао с горы Фрайпан | - 001. Булма и Сон Гоку - 002. Нет шариков! - 003. Гоку бежит к морю - 004. Цзиньдоуюнь и черепаший отшельник - 005. Появление Улуна! - 006. Улун против Сон Гоку - 007. Ямча и Пуэр - 008. Берегитесь Ямчи! - 009. Жемчуг дракона в опасности! - 010. Операция «Похищение» - 011. Гюмао с горы Фрайпан | - 001. Булма и Сон Гоку - 002. Нет шариков! - 003. Гоку бежит к морю - 004. Цзиньдоуюнь и черепаший отшельник - 005. Появление Улуна! - 006. Улун против Сон Гоку - 007. Ямча и Пуэр - 008. Берегитесь Ямчи! - 009. Жемчуг дракона в опасности! - 010. Операция «Похищение» - 011. Гюмао с горы Фрайпан | Название тома - Сон Гоку и компания Персонаж на обложке - Сон Гоку и Шеньлун                | Название тома - Сон Гоку и компания Персонаж на обложке - Сон Гоку и Шеньлун                |
| 2 | 10 января 1986 г. | ISBN 978-4-08-851832-9 | 30 апреля 2010 г.                                                                           | ISBN 978-5-699-41735-3                                                                      |
| - 012. В поисках черепашьего отшельника - 013. Банановый веер черепашьего отшельника - 014. «Камэхамэха»! - 015. Найденная «Цысинцю» - 016. Уши зайца - 017. Коронный прием шефа - 018. Жемчуг дракона похищен! - 019. Долгожданное появление дракона! - 020. Исполнение желания! - 021. Полнолуние - 022. Превращение Гоку - 023. Расставание - 024. Плата за обучение                                                                   | - 012. В поисках черепашьего отшельника - 013. Банановый веер черепашьего отшельника - 014. «Камэхамэха»! - 015. Найденная «Цысинцю» - 016. Уши зайца - 017. Коронный прием шефа - 018. Жемчуг дракона похищен! - 019. Долгожданное появление дракона! - 020. Исполнение желания! - 021. Полнолуние - 022. Превращение Гоку - 023. Расставание - 024. Плата за обучение                                                                   | - 012. В поисках черепашьего отшельника - 013. Банановый веер черепашьего отшельника - 014. «Камэхамэха»! - 015. Найденная «Цысинцю» - 016. Уши зайца - 017. Коронный прием шефа - 018. Жемчуг дракона похищен! - 019. Долгожданное появление дракона! - 020. Исполнение желания! - 021. Полнолуние - 022. Превращение Гоку - 023. Расставание - 024. Плата за обучение                                                                   | Название тома - Жемчуг дракона в опасности! Персонаж на обложке - Сон Гоку и Булма          | Название тома - Жемчуг дракона в опасности! Персонаж на обложке - Сон Гоку и Булма          |
| 3 | 10 июня 1986 г. | ISBN 978-4-08-851832-9 | 8 июня 2010 г.                                                                              | ISBN 978-5-699-42209-8                                                                      |
| - 025. Появление соперника!!! - 026. Загадочная девчонка - 027. Чихающая Ланч - 028. Начало тренировок!!! - 029. В поисках камня со знаком черепахи - 030. Разносчики молока - 031. Суровые тренировки школы Черепашьего отшельника - 032. Чемпионат боевых искусств Поднебесной!!! - 033. Сила тренировок!!! - 034. Непобедимые! - 035. Противники!!! - 036. Первый бой                                                                  | - 025. Появление соперника!!! - 026. Загадочная девчонка - 027. Чихающая Ланч - 028. Начало тренировок!!! - 029. В поисках камня со знаком черепахи - 030. Разносчики молока - 031. Суровые тренировки школы Черепашьего отшельника - 032. Чемпионат боевых искусств Поднебесной!!! - 033. Сила тренировок!!! - 034. Непобедимые! - 035. Противники!!! - 036. Первый бой                                                                  | - 025. Появление соперника!!! - 026. Загадочная девчонка - 027. Чихающая Ланч - 028. Начало тренировок!!! - 029. В поисках камня со знаком черепахи - 030. Разносчики молока - 031. Суровые тренировки школы Черепашьего отшельника - 032. Чемпионат боевых искусств Поднебесной!!! - 033. Сила тренировок!!! - 034. Непобедимые! - 035. Противники!!! - 036. Первый бой                                                                  | Название тома - Чемпионат боевых искусств Поднебесной Персонаж на обложке - Сон Гоку        | Название тома - Чемпионат боевых искусств Поднебесной Персонаж на обложке - Сон Гоку        |
| 4 | 9 октября 1986 г. | ISBN 978-4-08-851834-3 | 3 августа 2010 г.                                                                           | ISBN 978-5-699-43213-4                                                                      |
| - 037. Второй поединок - 038. Третий поединок - 039. Четвертый поединок - 040. Хвост Гоку - 041. Кулилинь против Джеки Чуна - 042. Нападение и оборона! - 043. Загадочный Джеки Чун - 044. Сон Гоку против Нама - 045. Воздушный бой! - 046. Финал - 047. «Камэхамэха» - 048. Подражания Сон Гоку | - 037. Второй поединок - 038. Третий поединок - 039. Четвертый поединок - 040. Хвост Гоку - 041. Кулилинь против Джеки Чуна - 042. Нападение и оборона! - 043. Загадочный Джеки Чун - 044. Сон Гоку против Нама - 045. Воздушный бой! - 046. Финал - 047. «Камэхамэха» - 048. Подражания Сон Гоку | - 037. Второй поединок - 038. Третий поединок - 039. Четвертый поединок - 040. Хвост Гоку - 041. Кулилинь против Джеки Чуна - 042. Нападение и оборона! - 043. Загадочный Джеки Чун - 044. Сон Гоку против Нама - 045. Воздушный бой! - 046. Финал - 047. «Камэхамэха» - 048. Подражания Сон Гоку | Название тома - Финал Персонаж на обложке - Сон Гоку                                        | Название тома - Финал Персонаж на обложке - Сон Гоку                                        |
| 5 | 9 января 1987 г. | ISBN 978-4-08-851835-0 | 2 сентября 2010 г.                                                                          | ISBN 978-5-699-43743-6                                                                      |
| - 049. Джеки Чун наносит ответный удар - 050. Сон Гоку в опасности!!! - 051. Переполох на чемпионате!!! - 052. Развязка близится!!! - 053. Развязка - 054. Новые приключения - 055. Красная лента - 056. Битва за жемчуг - 057. Атака на Башню Мускулов - 058. Ужас Башни Мускулов - 059. Злодей с третьего этажа - 060. Ниндзя Мурасаки                                                                                                  | - 049. Джеки Чун наносит ответный удар - 050. Сон Гоку в опасности!!! - 051. Переполох на чемпионате!!! - 052. Развязка близится!!! - 053. Развязка - 054. Новые приключения - 055. Красная лента - 056. Битва за жемчуг - 057. Атака на Башню Мускулов - 058. Ужас Башни Мускулов - 059. Злодей с третьего этажа - 060. Ниндзя Мурасаки                                                                                                  | - 049. Джеки Чун наносит ответный удар - 050. Сон Гоку в опасности!!! - 051. Переполох на чемпионате!!! - 052. Развязка близится!!! - 053. Развязка - 054. Новые приключения - 055. Красная лента - 056. Битва за жемчуг - 057. Атака на Башню Мускулов - 058. Ужас Башни Мускулов - 059. Злодей с третьего этажа - 060. Ниндзя Мурасаки                                                                                                  | Название тома - Ужас Башни Мускулов Персонаж на обложке - Сон Гоку                          | Название тома - Ужас Башни Мускулов Персонаж на обложке - Сон Гоку                          |
| 6 | 10 марта 1987 г. | ISBN 978-4-08-851836-7 | 2 февраля 2011 г.                                                                           | ISBN 978-5-699-47034-1                                                                      |
| - 061. Техника ниндзя! Переворот четырех с половиной татами!!! - 062. Берегись! Техника клонирования - 063. Андроид номер восемь - 064. Пятый этаж. Великий и ужасный Пум-Пум!!! - 065. Пум-Пум побежден - 066. Конец Башни Мускулов!!! - 067. На запад - 068. Дом Булмы в западной столице - 069. Булма и Сон Гоку, часть 2 - 070. Ошибка Булмы!!! - 071. Дом Черепашьего отшельника обнаружен!!! - 072. Начало наступления генерала Блю | - 061. Техника ниндзя! Переворот четырех с половиной татами!!! - 062. Берегись! Техника клонирования - 063. Андроид номер восемь - 064. Пятый этаж. Великий и ужасный Пум-Пум!!! - 065. Пум-Пум побежден - 066. Конец Башни Мускулов!!! - 067. На запад - 068. Дом Булмы в западной столице - 069. Булма и Сон Гоку, часть 2 - 070. Ошибка Булмы!!! - 071. Дом Черепашьего отшельника обнаружен!!! - 072. Начало наступления генерала Блю | - 061. Техника ниндзя! Переворот четырех с половиной татами!!! - 062. Берегись! Техника клонирования - 063. Андроид номер восемь - 064. Пятый этаж. Великий и ужасный Пум-Пум!!! - 065. Пум-Пум побежден - 066. Конец Башни Мускулов!!! - 067. На запад - 068. Дом Булмы в западной столице - 069. Булма и Сон Гоку, часть 2 - 070. Ошибка Булмы!!! - 071. Дом Черепашьего отшельника обнаружен!!! - 072. Начало наступления генерала Блю | Название тома - Ошибка Булмы!!! Персонаж на обложке - Сон Гоку                              | Название тома - Ошибка Булмы!!! Персонаж на обложке - Сон Гоку                              |
| 7 | 8 мая 1987 г. | ISBN 978-4-08-851837-4 | 21 июля 2011 г.                                                                             | ISBN 978-5-699-50647-7                                                                      |
| - 073. Ошибка генерала Блю - 074. Западня пиратов - 075. Засада в пиратском порту - 076. В поисках сокровищ - 077. Блеск в глазах генерала - 078. Бежим!!! - 079. Быстрее!!! Быстрее!!! - 080. Три похищенные жемчужины - 081. Погоня в деревне пингвинов - 082. Радар сломался! - 083. Радар похищен! - 084. Отец и сын — стражи земли Карин                                                                                             | - 073. Ошибка генерала Блю - 074. Западня пиратов - 075. Засада в пиратском порту - 076. В поисках сокровищ - 077. Блеск в глазах генерала - 078. Бежим!!! - 079. Быстрее!!! Быстрее!!! - 080. Три похищенные жемчужины - 081. Погоня в деревне пингвинов - 082. Радар сломался! - 083. Радар похищен! - 084. Отец и сын — стражи земли Карин                                                                                             | - 073. Ошибка генерала Блю - 074. Западня пиратов - 075. Засада в пиратском порту - 076. В поисках сокровищ - 077. Блеск в глазах генерала - 078. Бежим!!! - 079. Быстрее!!! Быстрее!!! - 080. Три похищенные жемчужины - 081. Погоня в деревне пингвинов - 082. Радар сломался! - 083. Радар похищен! - 084. Отец и сын — стражи земли Карин                                                                                             | Название тома - Погоня за генералом Блю!!! Персонаж на обложке - Сон Гоку и Булма           | Название тома - Погоня за генералом Блю!!! Персонаж на обложке - Сон Гоку и Булма           |
| 8 | 10 июля 1987 года | ISBN 978-4-08-851838-1 | 9 ноября 2011 г.                                                                            | ISBN 978-5-699-52622-2                                                                      |
| - 085. Наемник Тао Пай - 086. Смертельная атака Тао Пая - 087. Башня Карин - 088. Господин Карин с башни Карин - 089. Волшебная вода - 090. Сон Гоку наносит ответный удар - 091. Великая битва на священной земле!!! - 092. Последний бой Тао Пая - 093. В бой, Сон Гоку! - 094. Сон Гоку переходит в наступление! - 095. Смерть командующего Рэда! - 096. Победа!!!                                                                     | - 085. Наемник Тао Пай - 086. Смертельная атака Тао Пая - 087. Башня Карин - 088. Господин Карин с башни Карин - 089. Волшебная вода - 090. Сон Гоку наносит ответный удар - 091. Великая битва на священной земле!!! - 092. Последний бой Тао Пая - 093. В бой, Сон Гоку! - 094. Сон Гоку переходит в наступление! - 095. Смерть командующего Рэда! - 096. Победа!!!                                                                     | - 085. Наемник Тао Пай - 086. Смертельная атака Тао Пая - 087. Башня Карин - 088. Господин Карин с башни Карин - 089. Волшебная вода - 090. Сон Гоку наносит ответный удар - 091. Великая битва на священной земле!!! - 092. Последний бой Тао Пая - 093. В бой, Сон Гоку! - 094. Сон Гоку переходит в наступление! - 095. Смерть командующего Рэда! - 096. Победа!!!                                                                     | Название тома - В бой, Сон Гоку! Персонаж на обложке - Сон Гоку, Улун и Черепаший отшельник | Название тома - В бой, Сон Гоку! Персонаж на обложке - Сон Гоку, Улун и Черепаший отшельник |